# 杜梅什蒂鄉 (雅西縣)
47°10′00″N 27°21′00″E / 47.1667°N 27.35°E
杜梅什蒂鄉（羅馬尼亞語：Comuna Dumești, Iași），是羅馬尼亞的鄉份，位於該國東北部，由雅西縣負責管轄，面積71平方公里，海拔高度94米，2007年人口4,741，人口密度每平方公里66人。